# Aloe rubriflora
Aloe rubriflora é uma espécie de liliopsida do gênero Aloe, pertencente à família Asphodelaceae.